# Heriberto Quiñones
Heriberto Quiñones González (1907 - Madrid, 2 de octubre de 1942) fue un militante comunista y agente de la Komintern en España, torturado y ejecutado por la dictadura franquista. 
Se desconoce su lugar de nacimiento y su nombre verdadero. Según algunas fuentes parece que nació en Besarabia, que antes de la Primera Guerra Mundial pertenecía al Imperio ruso. Hartmut Heine, en cambio, cree más probable que naciera en la región de Bucovina, que antes de la citada guerra pertenecía al Imperio austrohúngaro. El pasaporte que llevaba cuando entró en España en 1930 iba a nombre de Yefin Granowdiski. El nombre de Heriberto Quiñones lo consiguió gracias a un funcionario del registro civil de Gijón que fue quien le proporcionó la partida de nacimiento que decía que había nacido en esa ciudad en 1907. Sin embargo, sus colaboradores, excepto los más íntimos, ignoraban estos hechos, pues "Quiñones" hablaba el castellano con modismos asturianos que no dejaban lugar a dudas sobre donde había nacido. También hablaba perfectamente el mallorquín.

## Biografía
Llegó a España en 1930 pocos meses antes de la proclamación de la Segunda República Española expulsado de Francia. Era uno «de aquellos profesionales de la revolución que la Komintern mandaba durante los años treinta a los rincones más apartados del globo para que ayudasen en la constitución de partidos comunistas, impusiesen las instrucciones que llegaban de Moscú y mantuviesen la pureza ideológica de las nuevas organizaciones». Después de haber estado en la cárcel y haber sido expulsado varias veces se asentó en Mallorca, donde contrajo matrimonio con una militante comunista de allí. Era Aurora Picornell, ejecutada por los falangistas en 1937.
El estallido de la guerra civil española le pilló en el sanatorio antituberculoso de Húmera (provincia de Madrid). Las fuentes discrepan en cuanto a la actividad que desempeñó durante la contienda: miembro de la sección de Valencia del servicio militar de información (SIEPP); oficial del XIV Cuerpo de Ejército Guerrillero; traductor de la embajada de la Unión Soviética. También formó parte en Valencia del Comité Provincial del Partido Comunista de España (PCE). 
Fue detenido en mayo de 1939, al mes siguiente de acabada la guerra civil. Durante el mes que estuvo detenido fue torturado por agentes de la Comisaría de Investigación y Vigilancia de Valencia y de la Gestapo, siendo ingresado a continuación en la enfermería de la cárcel de Porta Coeli donde se llegó a creer que le quedaban pocos días de vida, tal era su lamentable estado. Consiguió recuperarse y logró escapar tras sobornar a un cura. Según otra versión de los hechos, tras el final de la guerra fue internado en el campo de concentración de Albatera en Alicante, del que consiguió escapar, trasladándose a Valencia. Allí fue detenido nuevamente pero fue puesto en libertad al poco tiempo, al carecer la policía de información sobre él.
A mediados de mayo de 1941 se trasladó de Valencia a Madrid donde se hizo cargo de la dirección del PCE en la clandestinidad. Dos meses después le siguió Luis Sendín, antiguo miembro de la redacción de Mundo Obrero y excomisario de la agrupación de carros blindados —que había conocido a Quiñones en Valencia, donde se había escondido tras el final de la guerra—. Quiñones formó el comité del interior, presidido por él y del que formaron parte Luis Sendín y Julio Vázquez —este último fue detenido por la policía el 16 de julio, siendo sustituido por Realino Fernández López Realinos, del Partido Comunista de Euskadi—, que determinó la línea política del PCE hasta que no lograra contactar con el buró político del exilio. Desconociendo las nuevas directrices acordadas por éste en el otoño de 1939 tras la firma del pacto germano-soviético, el comité, que pasó a llamarse «buró político central» —y al que se incorporaron tres miembros más: Calixto Pérez Doñoro, Luciano Sadaba Urquía y Jesús Bayón— decidió continuar con la política de «unión nacional» establecida por el pleno del PCE en mayo de 1938 que consistía en atraer al campo republicano a los monárquicos y conservadores descontentos con el predominio de la Falange y de las potencias fascistas en el bando sublevado. Al mismo tiempo el comité logró contactar con prácticamente todos los núcleos del partido de las diversas provincias, «poniendo con ello los cimientos de una estructura organizativa que, habida cuenta de las condiciones en que se movían, cabe calificar como impresionante».
Desconociendo la existencia del grupo de Quiñones, en la primavera de 1941 la dirección del PCE en México —formada por Vicente Uribe, Antonio Mije y Pedro Checa— decidió enviar a España a varios cuadros del partido para hacerse cargo de la dirección en el interior. Se trataba de Jesús Larrañaga, Manuel Asarta y Eduardo Castro que llegaron a Lisboa el 19 de mayo de 1941, a los que se unieron Eladio Barreiro, Jesús Gago, Jaime Girabau e Isidoro Diéguez Dueñas. Este último era el cuadro más destacado del que sería conocido como «grupo de Lisboa» y era portador de unas instrucciones muy precisas que incluían la nueva política del PCE —derivada del pacto germano soviético— que definía a la Segunda Guerra Mundial como una guerra imperialista en la que el pueblo español no debía tomar partido por ninguno de los dos bandos en conflicto, a pesar del alineamiento de Franco con las potencias del Eje. Además se proponían medidas que desconocían la realidad española de aquellos momentos, como la de «introducir en los puestos de dirección o de mando [de la Falange] a elementos cuya misión especial será la de ayudar al partido en misiones especiales».

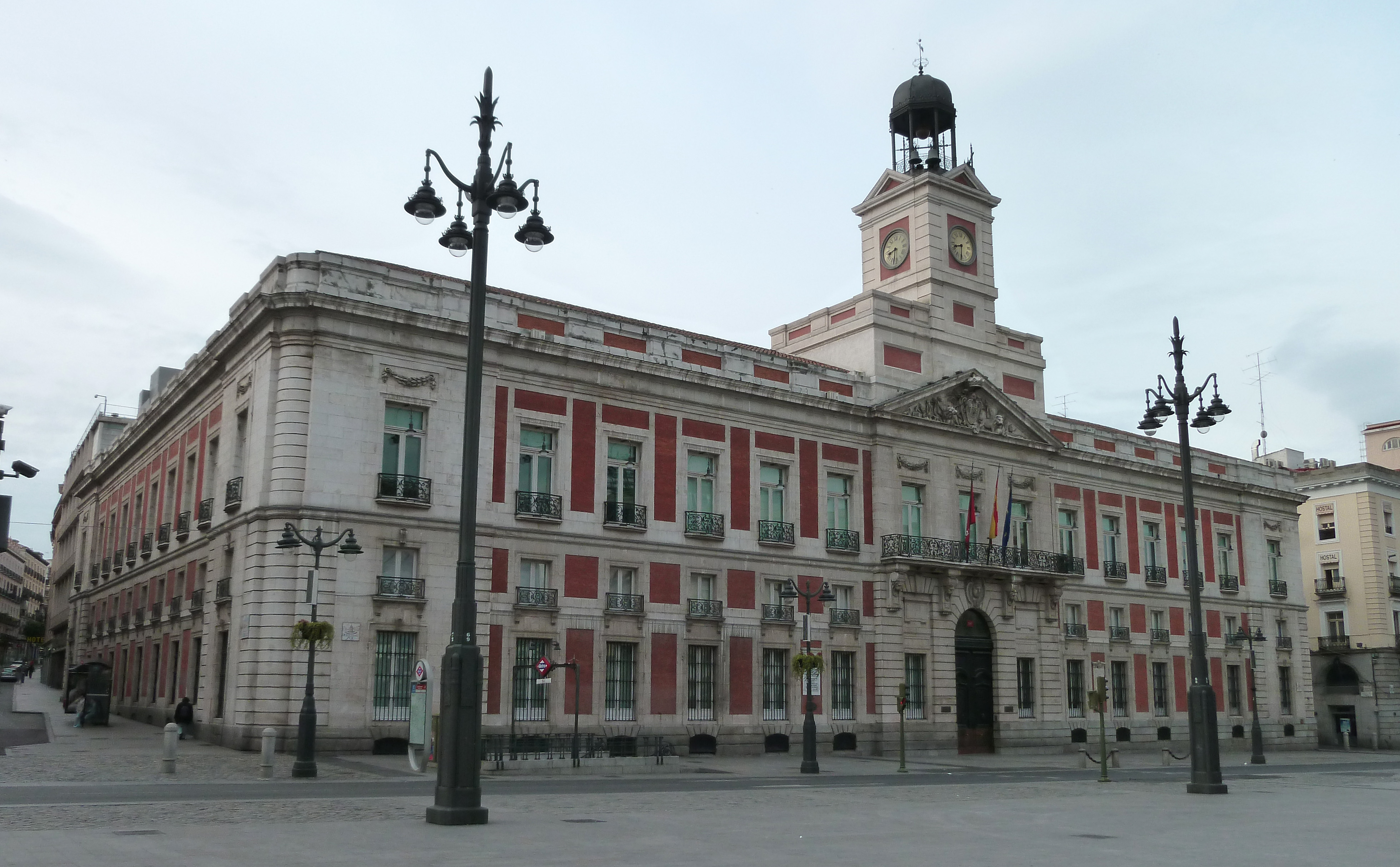
Sede de la Dirección General de Seguridad (Puerta del Sol, Madrid), donde Quiñones fue torturado durante varios meses de 1942.

A mediados de septiembre fueron detenidos por la policía los dos emisarios del «grupo de Lisboa» que habían enlazado con Quiñones, Eleuterio Lobo y María del Carmen García, y como resultado de la misma la policía portuguesa detuvo al «grupo de Lisboa», cuyos miembros fueron entregados a las autoridades españolas, y la policía española a varios comunistas gallegos y a Luis Sendín, el principal colaborador de Quiñones. Los documentos incautados a este último permitieron a la policía detener a unos doscientos militantes comunistas de diferentes regiones y a la dirección clandestina del interior —sólo lograron escapar Calixto Pérez Doñoro y Jesús Bayón—. Quiñones fue detenido el 30 de diciembre de 1941 en la madrileña calle de Alcalá junto con Ángel Garvín, que había ocupado el puesto de Realinos —detenido con anterioridad— en el «buró político central». De esta forma quedó desmantelado el segundo intento de reconstrucción del PCE del interior, «embestida de la que tardaría unos dos años en recuperarse». El régimen franquista respondió con extrema dureza a este nuevo desafío a su autoridad. Todos los miembros de la dirección interior capturados fueron condenados a muerte y fusilados, así como todos los miembros del «grupo de Lisboa», excepto Eduardo Castro que moriría en la cárcel en 1947. Quiñones fue fusilado el 2 de octubre de 1942 cerca del cementerio del Este sentado en una silla porque no se tenía de pie a causa de las torturas que había sufrido durante los meses que permaneció en la sede de la Dirección General de Seguridad en Madrid. Junto a Quiñones fueron fusilados Luis Sendín y Ángel Garvín.
Las torturas que le infligieron en la sede de la DGS le causaron tal deterioro físico que sólo pudo imprimir la huella de su dedo índice en la declaración que le obligaron a firmar. Cuando fue trasladado en camilla a la cárcel de Porlier no podía mover ninguna de sus cuatro extremidades. Su estado era tan lamentable que un juez militar abrió una investigación, pero uno de los médicos que le examinó afirmó que fingía la parálisis y que por las noches cuando nadie lo veía movía brazos y piernas. Otro médico escribió en su informe que no podía «precisar las causas originarias por ser múltiples y variadas [en] su etiología». Una prueba del encubrimiento de las torturas por parte de algunos médicos, según el historiador César Lorenzo Rubio.
Según algunas fuentes no contrastadas la detención de Quiñones se habría producido por la delación de un compañero y cuando fue torturado no confesó ni su domicilio. En su consejo de guerra reconoció orgulloso ser el máximo dirigente del PCE en el interior y sus últimas palabras antes de ser fusilado fueron «Viva la Internacional Comunista».

## «Quiñonismo»
La reacción de la dirección del PCE en el exilio ante este desastre —«Isidoro Diéguez fue el cuadro más alto del partido clandestino que jamás caería en manos de la policía franquista— fue acusar a Quiñones de ser un traidor que había delatado a la policía a sus compañeros del «grupo de Lisboa». «Si bien resulta imposible excluir del todo la posibilidad de que Quiñones se hubiera opuesto a la llegada de los cuadros de ultramar y la consiguiente entrega a éstos de la dirección de la organización clandestina, dudamos seriamente que esta oposición hubiera desembocado en la delación, principalmente por la simple razón de que no disponía de los datos necesarios para poner a la policía sobre la pista de Diéguez y sus compañeros. Sí lo tenían, por el contrario, Lobo y María del Carmen García, los dos emisarios... Según la información dada años más tarde por el único superviviente del equipo, Eduardo Castro, a un compañero de celda, el enlace del PCE, un gallego apellidado Traseira, o Teseira, que actuaba en Lisboa bajo el alias de "Manuel Piñeiro", había sido descubierto por la policía portuguesa. Para salvar la vida se había convertido en confidente, y en esta calidad informó a las autoridades lusas de la llegada de Diéguez y los otros».
A esta gravísima acusación se sumó la de «trosquista» —el peor calificativo que podía recibir un comunista en los tiempos de la ortodoxia estalinista— por no haber seguido la «política correcta» acordada por el partido, aunque no fue hasta siete años después cuando la dirección del PCE acuñó el término «quiñonismo» y lanzó durísimos e infames ataques contra Quiñones y sus colaboradores. Santiago Carrillo escribió en 1950 un artículo sin firma en Nuestra Bandera en el que decía que Quiñones había dado entrada en su grupo dirigente a «agentes de la policía como el traidor Ibáñez, que es convertido por él en responsable de organización», cuando lo cierto fue que las informaciones que Agustín Ibáñez dio a la policía fueron obtenidas mediante tortura.

## Rehabilitación
En 1986, la nueva dirección del PCE, liderada por Gerardo Iglesias, que había sucedido a Santiago Carrillo y era, por tanto, ajena al estalinismo, rehabilitó a varios antiguos militantes, como Comorera, Monzón o Quiñones, difamados hasta entonces como traidores y agentes del franquismo. Sin embargo, la rehabilitación no mencionó para nada a los responsables de las "depuraciones" de dichos dirigentes.